# Nebuloasa Ochi de Pisică
Nebuloasa Ochi de Pisică sau nebuloasa Ochiul-Pisicii (NGC 6543) este o nebuloasă planetară din constelația Dragonul. Din punct de vedere structural, este una dintre cele mai complexe nebuloase cunoscute, iar observații de înaltă rezoluție realizate cu Telescopul Spațial Hubble dezvăluie structuri remarcabile, cum ar fi noduri, jeturi de material, bule și structuri în formă de arc, acestea fiind iluminate de nucleul nebuloasei.
A fost descoperită de către William Herschel pe 15 februarie 1786 și a fost prima nebuloasă planetară al cărei spectru a fost investigat, cercetarea fiind realizată de astronomul englez William Huggins în 1864. Rezultatele investigărilor ulterioare au relevat pentru prima dacă faptul că nebuloasele planetare sunt formate din gaze fierbinți, nu din stele. Nebuloasa a fost observată în întreg spectrul electromagnetic, din infraroșu până în raze X.
Studiile moderne relevă o structură cu o complexitate aparte, care ar putea fi cauzată în parte datorită materialului ejectat în urma interacțiunii dintr-un sistem binar aflat lângă steaua centrală. Totuși, nu există în prezent evidențe directe cum că steaua centrală ar avea un companion. De asemenea, măsurătorile abundenței elementelor chimice, obținute prin diferite metode, prezintă o discrepanță importantă, indicând faptul că există unele aspecte legate de această nebuloasă care rămân încă fără înțeles. Observațiile Telescopului Hubble au demonstrat existența unui număr de inele fade în jurul Ochiului, care sunt straturi sferice rămase în urma ejecțiilor; totuși, mecanismul lor este neclar.

## Informații generale
NGC 6543 este o nebuloasă planetară foarte studiată. Este relativ luminoasă cu o magnitudine aparentă de 8,1, și de asemenea prezintă o luminozitate de suprafață ridicată. Este situată la o ascensie dreaptă de 17h 58m 33,4s și la declinația +66° 37′ 59″. Declinația sa mare reprezintă faptul că este mai ușor de observat din emisfera nordică, de unde majoritatea telescoapelor mari au studiat-o. Întâmplător, NGC 6543 se află pe cer aproape în poziția aparentă polului nordic a eclipticei.
Deși nebuloasa luminoasă internă este destul de mică — axa majoră a elipsei interne este de 16,1 secunde de arc, iar distanța dintre condensări este de 24,7 secunde de arc — ea este înconjurată de un halou de materie pe care l-a ejectat steaua în perioada în care era o gigantă roșie. Acest halou se extinde pe un diametru de aproximativ 300 de secunde de arc (5 minute de arc). Nebuloasa Ochi de Pisică se află la o distanță de aproximativ trei mii de ani-lumină de Soare.
Observațiile au arătat că principalul corp al nebuloasei are o densitate de aproximativ 5 000 particule/cm3 și o temperatură de aproximativ 7 000–9 000 K. Haloul extern are o temperatură ceva mai mare de aproximativ 15 000 K și o densitate mult mai mică.

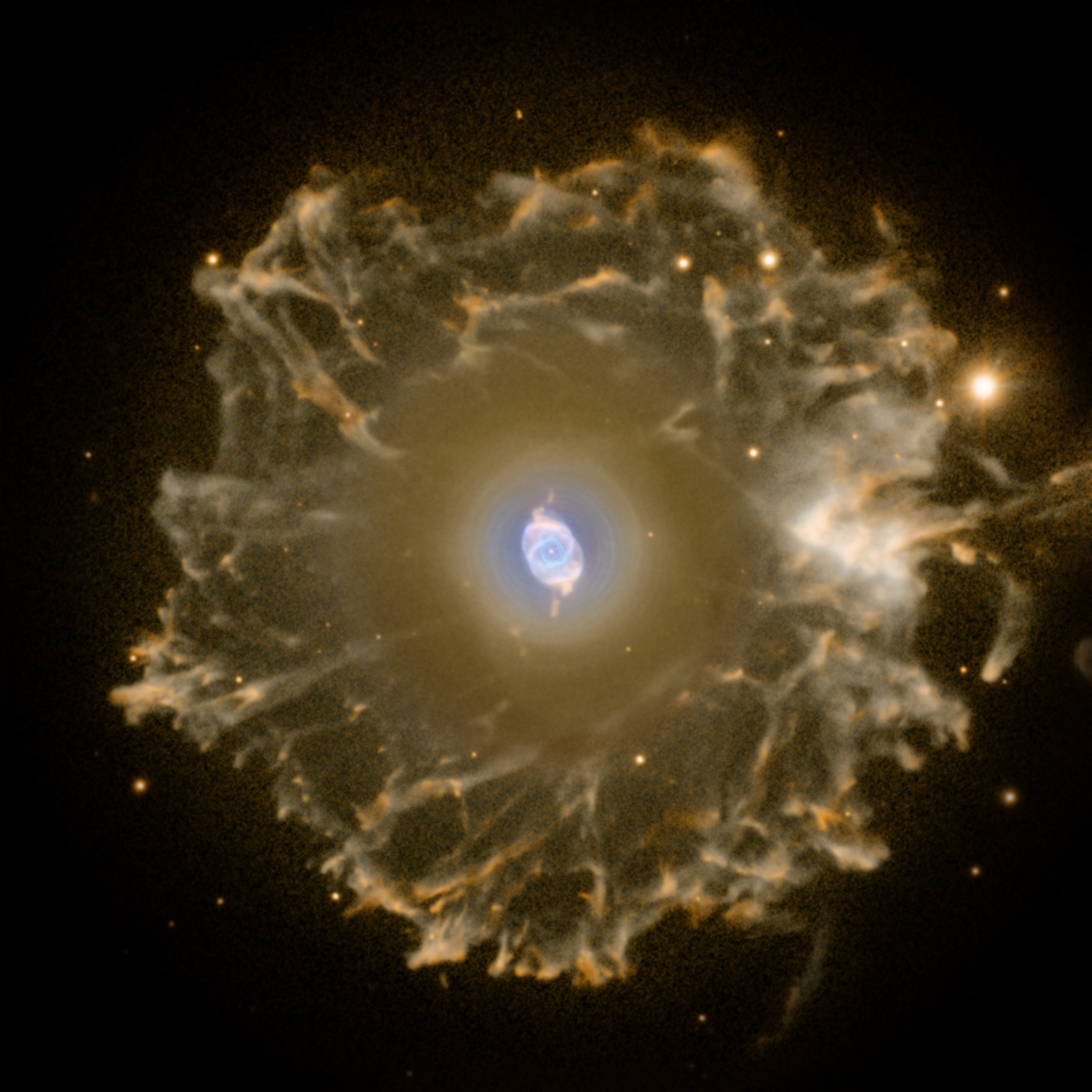
O imagine optică a haloului nebuloasei Ochi de Pisică

Steaua centrală a nebuloasei NGC 6543 este o stea de tipul O7 + [WR], cu o temperatură în fotosferă de aproximativ 80 000 K. Astfel, este de aproximativ 10.000 de ori mai luminoasă decât Soarele, iar raza sa este de aproximativ 0,65 din cea solară (0,65R☉=452.000 km). Analiza spectroscopică arată faptul că steaua pierde din masa sa prin intermediul unui vânt stelar într-un ritm de aproximativ 3,2×10−7 mase solare per an — cam 20 de trilioane de tone per secundă. Viteza acestui vânt de particule este de 1900 km/s. Calculele indică faptul că steaua centrală conține actualmente doar o masă solară, dar teoretic, calculele de evoluție sugerează că inițial ar fi avut cam 5 mase solare.
În 1994, telescopul Hubble e relevat pentru prima dată structurile impresionant de complexe ale nebuloasei NGC 6543, printre care se numără straturile concentrice de gaze, jeturile de gaze și nodurile neobișnuite de gaze.

## Observații
Nebuloasa a fost descoperită de William Herschel pe 15 februarie 1786, care i-a asemănat aspectul cu cel al unui disc planetar. Ochiul Pisicii a fost prima nebuloasă planetară observată cu ajutorul unui spectroscop. Acest studiu a fost realizat de spectrscopistul pionier William Huggins pe 29 august 1864. Observațiile lui Huggins, care au relevat faptul că spectrul nebuloasei este non-continuu și alcătuit din câteva linii luminoase, au fost primele indicații că nebuloasele planetare sunt formate din gaze extrem de rarefiate. Încă din timpul acelor observații timpurii, NGC 6543 a fost observată prin spectrul electromagnetic.

### Observații infraroșii
Observațiile asupra NGC 6543 în lungimi de undă infraroșii (de aproximativ 60 μm) dezvăluie prezența unui praf stelar la temperaturi scăzute. Se crede că acest praf s-a format în timpul ultimei faze de viață a stelei progenitoare. Praful absoarbe lumina de la steaua centrală și reemite energia în lungimi de undă infraroșii. Spectrul de emisie infraroșie permite deducerea unor temperaturi ale prafului de 85 K, în timp ce masa acestuia este estimată la 6,4 × 10−4 mase solare.
Emisiile infraroșii de asemenea dezvăluie prezența unui material neionizat, cum ar fi hidrogenul molecular (H2) sau argonul. La multe nebuloase planetare, emisia moleculară este mai mare la depărtare de steaua centrală, unde materialul este neionizat. În cazul nebuloasei NGC 6543, emisia de hidrogen este mai intensă la limita interioară al haloului exterior. Asta se poate datora undelor de șoc care excită H2-ul, ce se lovește de halou la diferite viteze. Aspectul general al Nebuloasei Ochi de Pisică în infraroșu (lungimi de undă de 2–8 μm) este similar cu cel al luminii vizibile.

### Observații optice și ultraviolete
NGC 6543 a fost observată pe scară largă în lungimi de undă ultraviolete și optice. Observațiile spectroscopice la aceste lungimi de undă sunt utilizate pentru determinarea abundenței, în timp ce imaginile realizate în aceste lungimi de undă au fost folosite pentru dezvăluirea structurii complexe a nebuloasei.
Imaginile false realizate cu ajutorul Telescopului Spațial Hubble sunt destinate să evidențieze regiunile de înaltă și slabă ionizare. Aceste imagini au fost făcute în filtre care izolează lumina emisă pentru ionii de hidrogen la 656,3 nm, azot la 658,4 nm și oxigen dublu ionizat la 500,7 nm. Ele au fost combinate în canale roșii, verzi și respectiv albastre, deși culorile lor adevărate sunt roșu, roșu și verde. Imaginile dezvăluie două straturi de material mai puțin ionizat la marginea nebuloasei.

### Observații în raze X

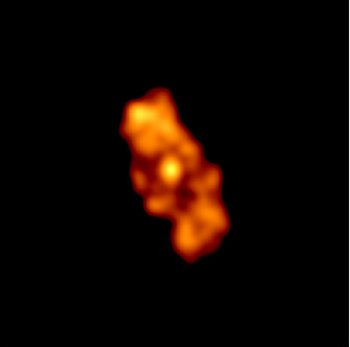
Imagine în raze X a nebuloasei.

În anul 2001, observații în raze X realizate de Observatorul de raze X Chandra a dezvăluit prezența unor gaze extrem de fierbinți în cadrul nebuloasei, cu o temperatură de 1,7 × 106 K. Imaginea din partea de sus a articolului este o combinație de imagini optice realizate de Observatorul Chandra și Telescopul Spațial Hubble. Se crede că acele gaze fierbinți au rezultat în urma interacțiunii violente dintre un vând stelar rapid și materialul ejectat anterior. Această interacție a îndepărtat bula interioară a nebuloasei. Observațiile realizate de Chandra au arătat, de asemenea, că sursa de energie se află în locul stelei centrale. Spectrul acestei surse se extinde până la partea grea a spectrului de raze X, până la 0.5–1.0 keV. Steaua, având o temperatură fotosferică de aproximativ 100 000 K, nu ar trebui să emită radiații X de flux ridicat, așadar prezența acestora este într-un fel un mister. Asta ar putea sugera prezența unui disc de acumulare cu temperaturi ridicate, ce ar putea face parte dintr-un sistem stelar binar.

## Distanță

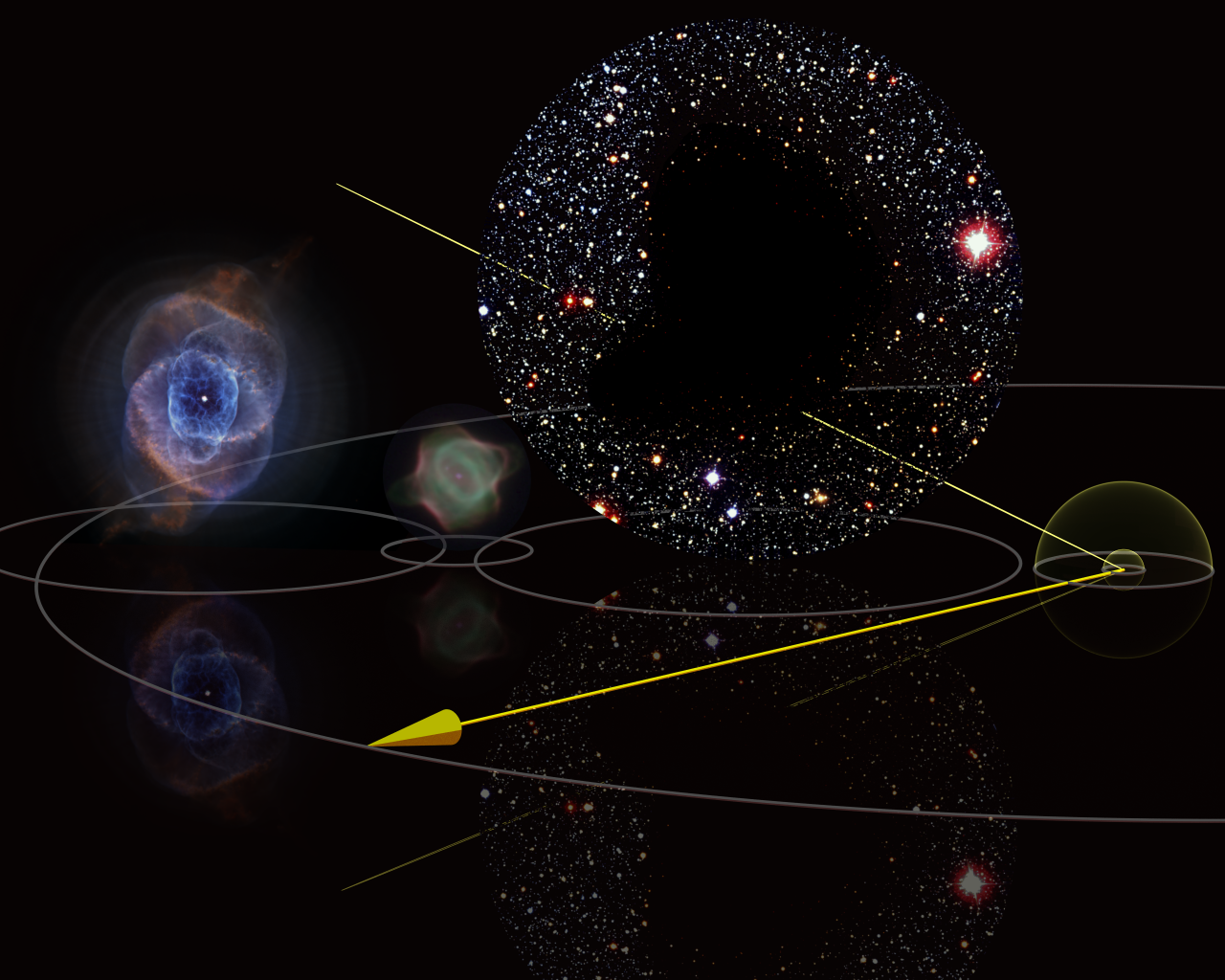
Expansiunea radială a nebuloasei pe durata a mulți ani poate fi utilizată pentru calcularea distanței.

Un prim impediment în cadrul studiului nebuloaselor planetare este reprezentat de distanțele acestora, care sunt de obicei neclare. Multe metode pentru estimarea distanțelor până la unele nebuloase planetare presupun bazarea pe ipoteze, ceea ce conferă inexactitate.
Totuși, în perioadele recente, observațiile realizate utilizând Telescopul Spațial Hubble au permis utilizarea unor noi metode de determinare a distanțelor. Toate nebuloasele planetare se extind, iar cu observații realizate în mulți ani și cu destulă rezoluție spațială (angulară), se poate calcula creșterea nebuloasei în raport cu planul celest. Aceasta ar putea fi foarte mică — doar câteva milisecunde de arc într-un an, sau chiar mai puțin. Observațiile spectroscopice pot dezvălui viteza de expansiune a unei nebuloase de-a lungul liniei de vedere, folosindu-se de efectul Doppler. Apoi, comparând expansiunea angulară cu viteza cunoscută de expansiune, distanța până la nebuloasă poate fi calculată.
Observațiile realizate de Telescopul Spațial Hubble asupra NGC 6543, pe durata mai multor ani, au fost utilizate pentru calcularea distanței. Rata de expansiune angulară este de 3,457 milisecunde de arc per an, în timp ce viteza de expansiune de-a lungul liniei de vedere este de 16,4 km/s. Combinând aceste două rezultate se poate concluziona că NGC 6543 este la 1001 ± 269 parseci (3×1019 m), sau aproximativ 3300 ani-lumină distanță de Terra. Câteva alte determinări, precum cea regăsită în baza de date SIMBAD și determinată de către Stanghellini et al. (2008), indică o distanță de 1623 parseci (5300 ani-lumină).

## Vârstă
Expansiunea angulară a nebuloasei poate fi de asemenea utilizată pentru estimarea vechimii ei. Dacă aceasta s-ar fi extins cu o rată constantă de 10 milisecunde de arc pe an, atunci i-ar fi luat 1000 ± 260 ani pentru a atinge un diametru de 20 de secunde de arc. Probabil, această vârstă este doar o limită superioară, din moment ce materialul ejectat poate fi încetinit în timp ce întâlnește materialul expulzat de stea în fazele timpurii ale evoluției sale, dar și mediul interstelar.

## Compoziție

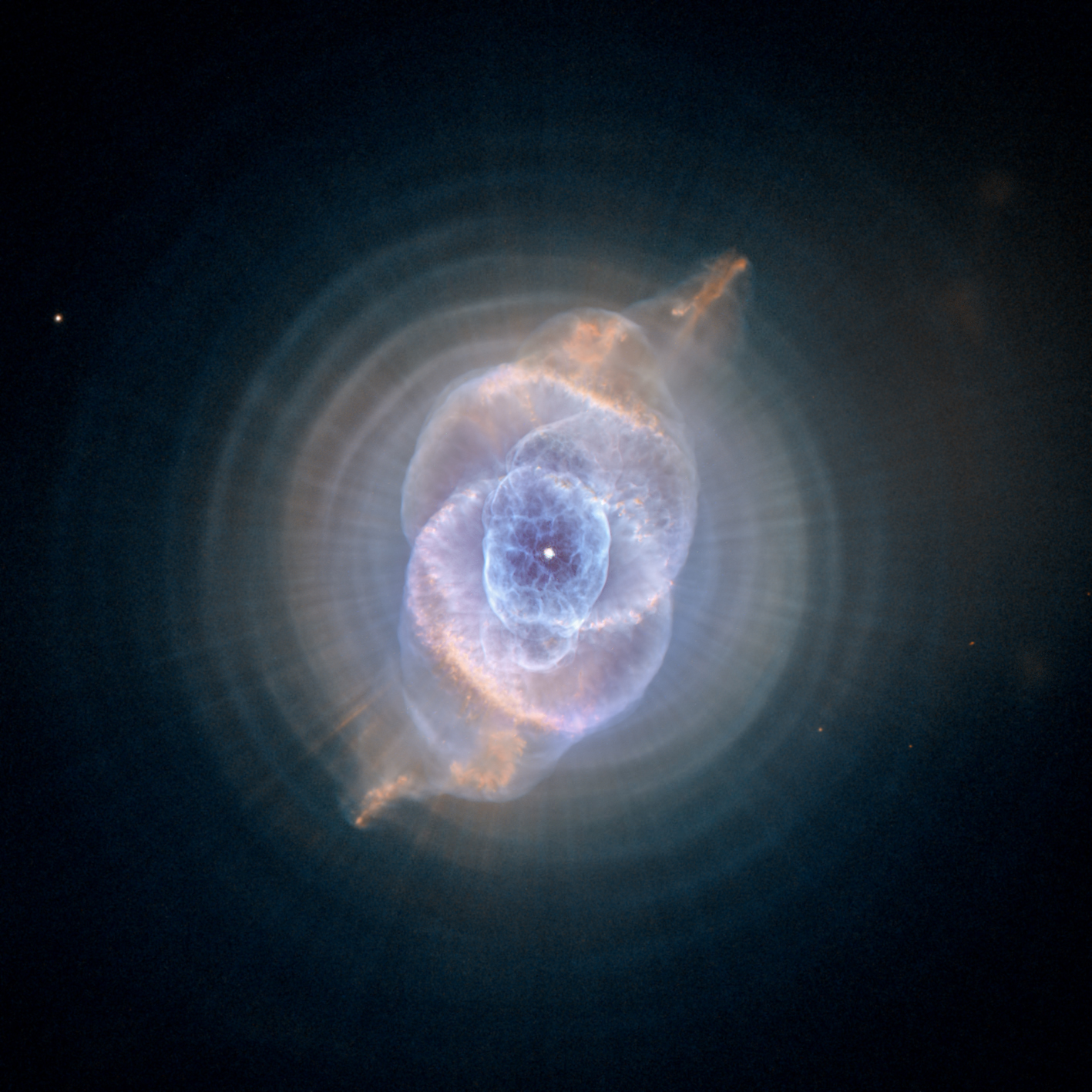
Imagine a NGC 6543 procesată astfel încât să arate inele concentrice care înconjoară nucleu central. De asemenea, sunt vizibile și structurile lineare, posibil cauzate de interacțiunile jeturilor provenite de la un sistem stelar binar central.

Ca și majoritatea obiectelor astronomice, NGC 6543 este alcătuită în majoritate din hidrogen și heliu, iar elementele mai grele sunt prezente în cantități mici. Compoziția exactă poate fi determinată cu ajutorul observațiilor spectroscopice. Răspândirile relative sunt în general exprimate în raport față de hidrogen, cel mai răspândit element.
Studiile diferite indică de cele mai multe ori valori variate pentru abundența elementelor. Aceasta fapt este de obicei din cauza faptului că spectrografele atașate telescoapelor nu pot colecta toată lumina care provine de la obiectele observate, ci colectează lumina cu o apertură mică. Prin urmare, diversele observații pot surprinde diverse părți din nebuloasă.
Totuși, rezultatele pentru NGC 6543 în linii mari sunt de acord că, în raport cu hidrogenul, răspândirea heliului este de 0,12, cele ale carbonului și azotului sunt de aproximativ 3×10−4, iar cele corespunzătoare oxigenului sunt de aproximativ 7×10−4. Aceste rezultate sunt destul de tipice pentru o nebuloasă planetară, abundența carbonului, azotului și oxigenului fiind mai mari decât cele solare, datorită efectului de nucleosinteză, care îmbogățește atmosfera stelei cu elemente mai grele, înainte ca ele să fie expulzate în nebuloasă.
Analiza spectrometrică mai detaliată poate indica faptul că nebuloasa NGC 6543 conține mici cantități de material, care este bogat în elemente grele.

## Cinematică și morfologie
Nebuloasa Ochi de Pisică este din punct de vedere structural o nebuloasă foarte complexă, iar mecanismul sau mecanismele care au modelat și creat această morfologie complicată nu este în momentul prezent înțeleasă cu claritate. Partea centrală luminoasă a nebuloasei este formată dintr-o bulă interioară elongată (elipsă internă) plină cu gaz fierbinte. Aceasta la rândul său este înconjurată într-o pereche de bule mari sferice unite de-a lungul corpului lor.
Structura porțiunii luminoase din cadrul nebuloasei este în mare parte cauzată de interacțiunea dintre un vânt stelar rapid (care este emis de steaua centrală) și materialul ejectat în timpul formării nebuloasei. Această interacție cauzează emisia de raze X (care a fost discutată pe larg mai sus). Vântul stelar, suflând cu o vitează de până la 1900 km/s, a îndepărtat interiorul bulei interne a nebuloasei, și arată ca și cum bulele au explodat la ambele capete ale nebuloasei.
De asemenea se suspectează faptul că steaua centrală a nebuloasei ar putea fi de fapt un sistem binar. Existența unui disc de acumulare cauzat de transferul masei dintre cele două componente ale sistemului ar fi putut da naștere unor jeturi polare, care ar fi interacționat cu materialul ejectat anterior. Cu timpul, direcția jeturilor polare ar fi putut varia, datorită precesiei.
În afara porțiunii interne luminoase a nebuloasei, există o serie de inele concentrice, despre care se crede că ar fi fost ejectate înainte de formarea nebuloasei planetare, în timpul în care steaua se afla în ramura asimptotică a gigantelor din diagrama Hertzsprung-Russell. Aceste inele sunt foarte uniform distanțate, ceea ce sugerează că mecanismul responsabil pentru formarea lor le-a ejectat la intervale foarte regulate în timp și cu viteze foarte similare. Masa totală a inelelor este de aproximativ 0,1 mase solare. Pulsațiile care au format inelele au luat naștere probabil acum 15 000 de ani și au încetat acum aproximativ 1000 de ani, când a început formarea părții centrale luminoase.
Mai departe în spațiu, un halou fad gigantic se extinde la distanțe impresionante, iar formarea sa precede pe cea a nebuloasei principale. Masa acestui halou este estimată la 0,26–0,92 mase solare.

## Întrebări

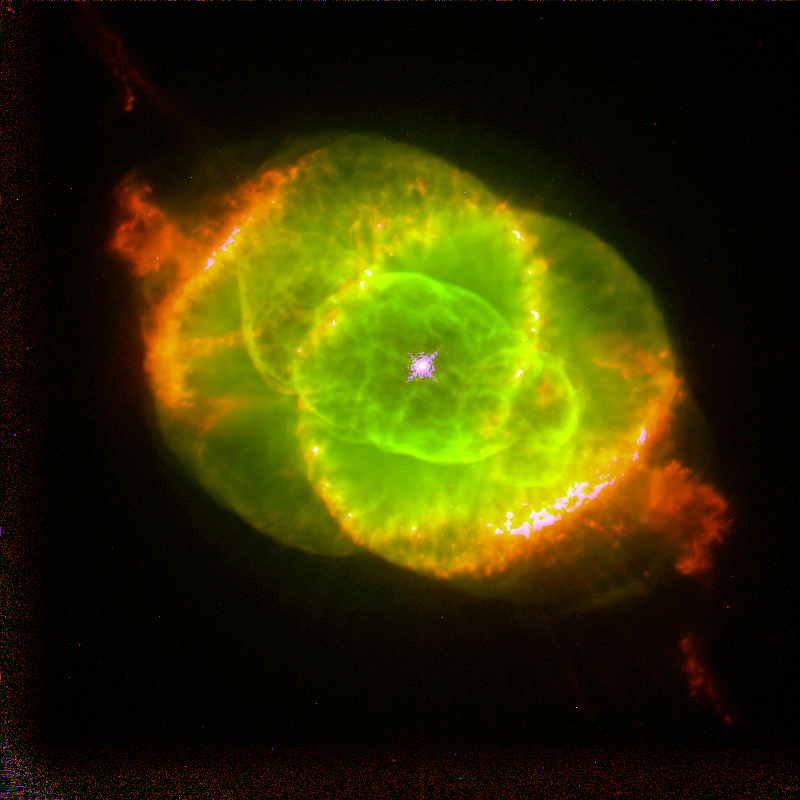
Fotografie realizată de Telescopul Spațial Hubble în 1994.

În ciuda cercetărilor intensive realizate, Nebuloasa Ochi de Pisică încă deține multe mistere. Inelele concentrice care înconjoară nebuloasa internă par să fie ejectate la intervale care variază între câteva sute și câteva mii de ani, un interval de timp care este mai degrabă dificil de explicat. Despre pulsațiile termale, care cauzează formarea nebuloasei planetare, se crede că au loc la intervale de zeci de mii de ani, în timp ce pulsațiile de suprafață mai mici pot avea loc la intervale de câțiva ani sau decenii. Mecanismul care ar fi ejectat materialul în acest interval de timp și care ar fi ajutat la formarea inelelor concentrice ale nebuloasei, nu este cunoscut în prezent.
Spectrele nebuloasei planetare sunt alcătuite din linii de emisie suprapuse pe un continuum. Emisia liniilor poate fi formată prin excitarea de coliziune (excitare colizională) a ionilor din interiorul nebuloasei, sau prin recombinarea electronilor cu ioni. Liniile excitate de coliziune sunt în majoritate mult mai puternice decât liniile de recombinare, și astfel au fost folosite în istorie pentru determinarea abundenței. Totuși, studiile recente au descoperit faptul că abundențele calculate pe baza liniilor de recombinare observate în spectrul NGC 6543 sunt cam de trei ori mai mari decât cele derivate din liniile excitate de coliziune. Cauza acestei discrepanțe este cel mai probabil legată de fluctuațiile temperaturii spațiale din interiorul nebuloasei.